# 1. FSV Mainz 05
1. Fußball- und Sport-Verein Mainz 05 – niemiecki klub piłkarski z siedzibą w Moguncji. Został założony w 1905 roku. Oprócz sekcji piłkarskiej, zespół posiada również sekcje piłki ręcznej i tenisową.

## Historia
1. FSV Mainz 05 w sezonie 2003/2004 zajęło 3. miejsce w rozgrywkach 2. Bundesligi i awansowało do najwyższej klasy rozgrywkowej pierwszy raz w swojej historii. Historyczny sukces z klubem z Moguncji osiągnął Jürgen Klopp, z klubem związany od 1990 roku do 2008. W pierwszej kolejności reprezentował klub jako piłkarz, a od 2001 roku został mianowany pierwszym trenerem 1. FSV Mainz 05.
W 2009 roku Mainz dotarło do półfinału Pucharu Niemiec, w którym to po dogrywce przegrało 4:1 z Bayerem 04 Leverkusen.
Sezon 2010/2011 okazał się jednym z najlepszych w historii klubu. Drużyna wyrównała klubowy rekord - wygrała siedem pierwszych meczów sezonu i zajęła 5. miejsce w Bundeslidze, dzięki czemu uzyskała prawo do gry w 3 rundzie eliminacyjnej Lidze Europy, w której jednak zawodnicy nie sprostali rumuńskiemu Gaz Metan Mediaș, odpadając po rzutach karnych.

## Sezony (w XXI wieku)
| Sezon     | Liga          | Poziom | Miejsce w lidze |
| --------- | ------------- | ------ | --------------- |
| 1999/2000 | 2. Bundesliga | II     | 9               |
| 2000/2001 | 2. Bundesliga | II     | 14              |
| 2001/2002 | 2. Bundesliga | II     | 4               |
| 2002/2003 | 2. Bundesliga | II     | 4               |
| 2003/2004 | 2. Bundesliga | II     | 3               |
| 2004/2005 | Bundesliga    | I      | 11              |
| 2005/2006 | Bundesliga    | I      | 11              |
| 2006/2007 | Bundesliga    | I      | 16              |
| 2007/2008 | 2. Bundesliga | II     | 4               |
| 2008/2009 | 2. Bundesliga | II     | 2               |
| 2009/2010 | Bundesliga    | I      | 9               |
| 2010/2011 | Bundesliga    | I      | 5               |
| 2011/2012 | Bundesliga    | I      | 13              |
| 2012/2013 | Bundesliga    | I      | 13              |
| 2013/2014 | Bundesliga    | I      | 7               |
| 2014/2015 | Bundesliga    | I      | 11              |
| 2015/2016 | Bundesliga    | I      | 6               |
| 2016/2017 | Bundesliga    | I      | 15              |
| 2017/2018 | Bundesliga    | I      | 14              |
| 2018/2019 | Bundesliga    | I      | 12              |
| 2019/2020 | Bundesliga    | I      | 13              |
| 2020/2021 | Bundesliga    | I      | 12              |
| 2021/2022 | Bundesliga    | I      | 8               |
| 2022/2023 | Bundesliga    | I      | 9               |
| 2023/2024 | Bundesliga    | I      | 13              |
| 2024/2025 | Bundesliga    | I      | 6               |

## Europejskie puchary
Legenda do wszystkich tabel:
- Q – runda eliminacyjna, 1/16, 1/8, 1/4, 1/2 – odpowiednia faza rozgrywek, Grupa – runda grupowa, 1r gr – pierwsza runda grupowa, 2r gr – druga runda grupowa, F – finał, R – runda, PO – play-off
- k. – rzuty karne, los. – losowanie, Dogr. – dogrywka, w. – zasada bramek strzelonych na wyjeździe

| Sezon   | Rozgrywki        | Runda   | Klub             | Dom | Wyjazd | Ogólnie     |
| ------- | ---------------- | ------- | ---------------- | --- | ------ | ----------- |
| 2005/06 | Puchar UEFA      | 1Q      | Mika Asztarak    | 4–0 | 0–0    | 4–0         |
| 2005/06 | Puchar UEFA      | 2Q      | ÍBK Keflavík     | 2–0 | 2–0    | 4–0         |
| 2005/06 | Puchar UEFA      | 1R      | Sevilla FC       | 0–2 | 0–0    | 0–2         |
| 2011/12 | Liga Europy      | 3Q      | Gaz Metan Mediaș | 1–1 | 1–1    | 2–2, k: 3–4 |
| 2014/15 | Liga Europy      | 3Q      | Asteras Tripolis | 1–0 | 1–3    | 2–3         |
| 2016/17 | Liga Europy      | Grupa C | RSC Anderlecht   | 1–1 | 1–6    | 3. miejsce  |
| 2016/17 | Liga Europy      | Grupa C | AS Saint-Étienne | 1–1 | 0–0    | 3. miejsce  |
| 2016/17 | Liga Europy      | Grupa C | FK Qəbələ        | 2–0 | 3–2    | 3. miejsce  |
| 2025/26 | Liga Konferencji | PO      | Rosenborg        | –   | –      | –           |

## Karnawał
Moguncja obok Düsseldorfu i Kolonii jest jednym z trzech najbardziej karnawałowych miast w Niemczech. Po każdym strzelonym przez Mainz 05 golu, odgrywana jest charakterystyczna karnawałowa melodia Narrhallamarsch. W historii klubu zdarzały się przypadki, że z okazji karnawału grali oni w specjalnie zaprojektowanym na tę okazję stroju.

## Obecny skład
Stan na 1 lutego 2023
| Nr | Poz. | Piłkarz             |
| -- | ---- | ------------------- |
| 1  | BR   | Finn Dahmen         |
| 3  | OB   | Aarón Martín        |
| 4  | PO   | Aymen Barkok        |
| 5  | OB   | Maxim Leitsch       |
| 6  | PO   | Anton Stach         |
| 7  | PO   | Lee Jae-sung        |
| 8  | PO   | Leandro Barreiro    |
| 9  | NA   | Karim Onisiwo       |
| 11 | NA   | Marcus Ingvartsen   |
| 16 | OB   | Stefan Bell         |
| 17 | NA   | Ludovic Ajorque     |
| 19 | OB   | Anthony Caci        |
| 20 | PO   | Edimilson Fernandes |

| Nr | Poz. | Piłkarz                     |
| -- | ---- | --------------------------- |
| 21 | OB   | Danny da Costa              |
| 25 | OB   | Andreas Hanche-Olsen        |
| 27 | BR   | Robin Zentner (wicekapitan) |
| 29 | NA   | Jonathan Burkardt           |
| 30 | OB   | Silvan Widmer (kapitan)     |
| 31 | PO   | Dominik Kohr                |
| 32 | BR   | Lasse Rieß                  |
| 36 | NA   | Marlon Mustapha             |
| 37 | NA   | Delano Burgzorg             |
| 41 | PO   | Eniss Shabani               |
| 42 | OB   | Alexander Hack              |
| 43 | NA   | Brajan Gruda                |
| 44 | NA   | Nelson Weiper               |

### Piłkarze na wypożyczeniu
| Nr | Poz. | Piłkarz                                                  |
| -- | ---- | -------------------------------------------------------- |
|    | OB   | Ronaël Pierre-Gabriel (w Espanyol do 30 czerwca 2023)    |
|    | PO   | Paul Nebel (w Karlsruher SC do 30 czerwca 2023)          |
|    | OB   | Anderson Lucoqui (w FC Hansa Rostock do 30 czerwca 2023) |
|    | PO   | Angelo Fulgini (w RC Lens do 30 czerwca 2023)            |

| Nr | Poz. | Piłkarz                                               |
| -- | ---- | ----------------------------------------------------- |
|    | PO   | Merveille Papela (w SV Sandhausen do 30 czerwca 2023) |
|    | PO   | Niklas Tauer (w FC Schalke 04 do 30 czerwca 2023)     |
|    | NA   | Ben Bobzien (w SV Elversberg do 30 czerwca 2023)      |

## Inne sekcje klubu

### 1. FSV Mainz 05 II
1. Fußball- und Sport-Verein Mainz 05 II jest drużyną rezerwową klubu 1. FSV Mainz 05. Drużyna obecnie występuje w Regionallidze Südwest (4. poziom rozgrywek piłki nożnej w Niemczech). Do 2005 roku zespół grał pod nazwą 1. FSV Mainz 05 Amateure.

#### Stadion
Klub rozgrywa swoje mecze domowe na stadionie Bruchwegstadion w mieście Moguncja, który może pomieścić 20,300 widzów.

#### Sukcesy
- Oberliga Südwest (IV):
  - mistrzostwo: 2003 i 2008.
  - wicemistrzostwo: 2002 i 2007.
- Verbandsliga Südwest (V):
  - mistrzostwo: 1999.
- Landesliga Südwest-Ost (VI):
  - mistrzostwo: 1997.
- Bezirksliga Rheinhessen (VII):
  - mistrzostwo: 1996.
- Südwest Cup (Puchar Południowegozachodu):
  - zdobywca: 2001, 2002, 2003, 2004 i 2005.
  - finalista: 2006.

#### Sezony (w XXI wieku)
| Sezon   | Liga                 | Poziom | Miejsce |
| 1999-00 | Oberliga Südwest     | IV     | 4       |
| 2000-01 | Oberliga Südwest     | IV     | 7       |
| 2001-02 | Oberliga Südwest     | IV     | 2       |
| 2002-03 | Oberliga Südwest     | IV     | 1       |
| 2003-04 | Regionalliga Süd     | III    | 14      |
| 2004-05 | Regionalliga Süd     | III    | 17      |
| 2005-06 | Oberliga Südwest     | IV     | 3       |
| 2006-07 | Oberliga Südwest     | IV     | 2       |
| 2007-08 | Oberliga Südwest     | IV     | 1       |
| 2008-09 | Regionalliga West    | IV     | 5       |
| 2009-10 | Regionalliga West    | IV     | 15      |
| 2010-11 | Regionalliga West    | IV     | 13      |
| 2011-12 | Regionalliga West    | IV     | 12      |
| 2012-13 | Regionalliga Südwest | IV     | 11      |
| 2013-14 | Regionalliga Südwest | IV     | 3       |
| 2014-15 | 3. liga              | III    | 16      |
| 2015-16 | 3. liga              | III    | 12      |
| 2016-17 | 3. liga              | III    | 19      |
| 2017-18 | Regionalliga Südwest | IV     | 7       |
| 2018-19 | Regionalliga Südwest | IV     | 14      |
| 2019-20 | Regionalliga Südwest | IV     | 6       |
| 2020-21 | Regionalliga Südwest | IV     | 17      |

Źródło:

### Juniorzy
Drużyny juniorów 1. FSV Mainz 05 w sezonie 2016/17 występują w:
- Drużyna U-19 w Bundeslidze Süd/Südwest (1. poziom).
- Drużyna U-17 w Bundeslidze Süd/Südwest (1. poziom).